# 中央银行北平分行
中央银行北平分行是中华民国时期中央银行设在北平的分行。位于西城区西交民巷17号。

## 简介
中央银行是1928年由国民政府建立的中华民国的中央银行。中央银行北平分行建于1931年，行址设在西交民巷靠东段，其门脸朝向西南方向，是一座南北方向的长形大楼。
中央银行北平分行大楼后来成为中国金融出版社服务部的所在地。如今是北京方泉斋集币服务部的所在地。
1995年，该建筑以“中央银行旧址”之名列入北京市文物保护单位。2013年，该建筑作为“中央银行旧址”，和大陆银行旧址、保商银行旧址、中国农工银行旧址、户部银行旧址合称“西交民巷近代银行建筑群”，列为第七批全国重点文物保护单位。